# Jelena Antonova
För roddaren med samma namn, se Jelena Antonova (roddare).
Jelena Antonova, född den 10 oktober 1974 i Moskva i Ryssland, är en rysk konstsimmare.
Hon tog OS-guld i lagtävlingen i konstsim i samband med de olympiska konstsimstävlingarna 2000 i Sydney.